# Nowe Miasto nad Wartą
Nowe Miasto nad Wartą (in tedesco Neustadt an der Warthe) è un comune rurale polacco del distretto di Środa Wielkopolska, nel voivodato della Grande Polonia.
Ricopre una superficie di 119,54 km² e nel 2007 contava 9 334 abitanti.